# معركة سلى وسلبرى
معركة سلى وسلبرى هي معركة حدثت في عام 66هـ/685 بعد هزيمة المهلب بن أبي صفرة في معركة سولاف على يد الخوارج، لكن سرعان مااستجمع المهلب قواه، وقام بتجميع جنوده، والتقى مع الخوارج من جديد على أرض الأهواز في سلى وسلبرى، ووصف المعركة ياقوت الحموي، بقوله: "والوقعة التي كانت بها كانت من أشدّ الوقعات بين الخوارج والمهلب.

## المعركة
لما هُزم جيش المهلب بن أبي صفرة في معركة سولاف، ذهب المهلب إلى موقع يقال له العاقول، ونزل فيه ثلاثة أيام، ثم سار نحو الخوارج وهم في سلى وسلبرى فنزل قربهم، فلما نزل قريبا من الخوارج وخندق عليه ووضع المسالح وأذكى العيون والحرس والناس على راياتهم ومواقفهم وأبواب الخندق محفوظة. فكان الخوارج إذا أرادوا أن يبيتوه، وجدوه قد أحكم أمره. ثم أرسل الخوارج عبيدة بن هلال اليشكري والزبير بن الماحوز في عسكر ليلاً إلى عسكر المهلب ليبيتوه فصاحوا بالناس عن يمينهم ويسارهم فوجدوهم على تعبية، فلم ينالوا منهم شيئا ولما أصبح المهلب، خرج إليهم في تعبية وجعل قبائل الأزد وتميم في الميمنة وقبائل بكر بن وائل وعبد القيس في الميسرة وأهل العالية في القلب وخرجت الخوارج وعلى ميمنتهم عبيدة بن هلال اليشكري وعلى ميسرتهم الزبير بن الماحوز وكانوا أحسن عدة وأكرم خيلا من أهل البصرة لأنهم مخروا الأرض وجردوها مابين كرمان إلى الأهواز فالتقى الناس واقتتلوا أشد قتال، وصبر الفريقان لبعضهم طوال النهار، ثم أن الخوارج شدوا على الناس شدة منكرة فأجفلوا وانهزموا شر هزيمة وهربوا، حتى بلغت الهزيمة أهل البصرة وخاف أهلها من السبي والأسر من الخوارج. وأسرع المهلب حتى سبق المنهزمين إلى مكان مرتفع ثم نادى إلى ياعباد الله فاجتمع إليه ثلاثة آلاف رجل أكثرهم من قومه من الأزد، فلما رآهم قام وخطبهم وحثهم على القتال ووعدهم النصر وأمرهم أن يأخذ كل رجل منهم عشرة أحجار وقال سيروا بنا نحو عسكرهم فإنهم الآن آمنون وقد خرجت خيلهم في طلب إخوانهم فوالله إني لأرجو أن لاترجع إليهم خيلهم حتى تستبيحوا عسكرهم وتقتلوا أميرهم فأجابوه فأقبل بهم راجعا، فما شعر الخوارج إلا والمهلب يقاتلهم في عسكرهم فلقيهم قائد الخوارج عبيد الله بن الماحوز ومن معه من الخوارج فرماهم أصحاب المهلب بالأحجار حتى أثخنوهم ثم طعنوهم بالرماح وضربوهم بالسيوف فاقتتلوا ساعة فقتل قائد الخوارج عبيد الله بن الماحوز وكثير من أصحابه وغنم المهلب عسكرهم وأقبل الخوارج الذين كانوا يطاردون الهاربين من أهل البصرة، وقد وضع المهلب لهم خيلا ورجالا تختطفهم وتقتلهم، وانكفؤوا راجعين مذلولين مغلوبين فارتفعوا إلى كرمان وجانب أصبهان. وقال بعض الخوارج لما رأى قتال أصحاب المهلب بالحجارة:
ولما فرغ المهلب منهم أقام في مكانه، حتى قدم مصعب بن الزبير والياً على البصرة، وعزل عنها الحارث بن عبد الله بن أبي ربيعة وفي هذا اليوم قال الصلتان العبدي:
فلما قتل عبد الله بن الماحوز استخلف الخوارج عليهم الزبير بن الماحوز وكتب المهلب إلى الحارث بن عبد الله بن أبي ربيعة يبلغه انتصاره، ثم أرسل الحارث الكتاب إلى عبد الله بن الزبير في مكة ليقرأه على الناس هناك وكتب الحارث إلى المهلب أما بعد فقد بلغني كتابك تذكر فيه نصر الله وظفر المسلمين فهنيئا لك يا أخا الأزد شرف الدنيا وعزها وثواب الآخرة وفضلها فلما قرأ المهلب كتابه ضحك وقال أما يعرفني إلا بأخي الأزد فما هو إلا أعرابي جاف.